# Tressette
O Tressette ("três setes" em italiano), em conjunto com a  Briscola e a Escopa, é um dos jogos de cartas mais populares da Itália.

## Objetivo
Obter o maior número de vazas, focando as cartas que possuem valor de pontuação, e vencer a última rodada.

## Pontuação
| carta                     | valor        |
| ------------------------- | ------------ |
| Ás                        | 1 ponto      |
| 3, 2, Rei, Cavalo, Valete | 1/3 de ponto |
| Demais cartas             | 0            |

### contagem
Agrupam-se as cartas que valem 1/3 de ponto de 3 em 3 a fim de formar unidades, depresando os valores fracionários 1/3 ou 2/3 que sobrarem.

## Distribuição
Distribuem-se 10 cartas, uma a uma em sequências, para cada jogador, começando pelo que estiver à direita do carteador.
O jogador ao receceber as 10 cartas, percebendo que o valor total delas é menor que 1 ponto, pode pedir para que um novo embaralhamento seja feito, desde que peça antes do começo do jogo.

## Captura de cartas
Para obter vazas deve-se obedecer à seguinte hierarquia das cartas (em ordem decrescente): 3, 2, ás, rei, cavalo, valete, 7, 6, 5 e 4.
Uma carta de hierarquia superior captura às de hieraquia inferior do mesmo naipe.
Deve-se obedecer ao naipe jogado pelo jogador que iniciar uma rodada (mão), caso não haja cartas do naipe de início da rodade é que se pode jogar cartas de qualquer outro naipe.

## Desenvolvimento
O jogador que for o mão da rodada, ou seja, o primeiro a jogar numa rodada, joga uma carta a sua escolha, descoberta.
Os outros jogadores devem obrigatoriamente jogar cartas do mesmo naipe do início da rodada. Caso não possuam cartas do naipe de início da rodada, podem jogar cartas de qualquer outro naipe.
Se nenhum outro jogador tiver cartas do naipe incial da rodada, vence rodada quem jogou primeiro (mão).
Se alguém jogar carta do mesmo naipe de início da partida vence o que jogar a carta de maior valor de captura (hieraquia).
O membro de uma dupla que ganhar uma rodada primeiro recolhe as cartas obtidas as coloca na sua frente formando uma pilha de cartas. As demais cartas capturadas pelos membros desta dupla devem ser colocadas na mesma pilha de cartas.
Quem ganha uma rodada, será o mão (primeiro a jogar) da rodada seguinte.
E assim sucessivamente até que acabem as cartas.

## Sinais
A partir da segunda rodada, o primeiro a jogar (o mão) pode dizer determinadas palavras ou fazer alguns gestos que se referem às cartas que possui ou ação que se espera que seu parceiro faça:
| falados                                               | gestuais                                                    | significado                                                                                  |
| ----------------------------------------------------- | ----------------------------------------------------------- | -------------------------------------------------------------------------------------------- |
| busso ("bato") ou la meglio, la migliore ("a melhor") | dar uma pequena batida na mesa ou na carta jogada           | pedido para que seu parceiro de equipe jogue a carta de maior poder de captura daquele naipe |
| volo ("voo") ou piombo ("chumbo")                     | deixar a carta cair sobre a mesa como se estivesse planando | indica que aquela é a última carta daquele naipe que possui                                  |
| striscio ("deslizo") ou liscio ("liso")               | jogar a carta deslizando-a em direção ao centro da mesa     | indica que possui várias cartas daquele naipe                                                |